# Sui
sui（スイ）は日本のバンドである。1998年結成。2003年インディーズデビュー、同年メジャーデビュー。2007年活動休止。

## メンバー
- 田中大我 （ヴォーカル、ギター）
- 奥大輔 （ギター、コーラス）
- 桑山荘太郎 （ベース）

## 来歴
高校時代から共に音楽活動をしていた田中と桑山が1998年音楽専門学校にてsuiを結成。専門学校卒業後、メンバー脱退などを経てライブを中心に活動を重ねる。バンド主体音楽番組 「スタメンBAND」（テレビ東京）に出演経験もある。2003年3月5日ミニアルバム『weep』（タワーレコード限定）でインディーズデビュー（タワーインディーズチャート最高位4位）。同年9月25日シングル「今」でメジャーデビュー。その後レーベル移籍し、2004年7月22日ミニアルバム『赤色ダンスホール』を発売。2005年4月ギタリストが脱退、同年5月から奥が新ギタリストとして加入。2007年7月29日公式サイトにて活動休止を発表した。

## ディスコグラフィー

### シングル
- 今 （2003年9月25日）DREAM ROBOT
- PROOF OF THE LIFE （2006年3月27日）UNRIPE ROCK RECORDS

### ミニアルバム
- weep （2003年3月5日）※タワーレコード限定
- 赤色ダンスホール （2004年7月22日）meldac
- weep （2004年7月22日）meldac ※再発売盤